# Anthocleista
Anthocleista é um género botânico pertencente à família Gentianaceae.

## Espécies
- Anthocleista amplexicaulis Baker
- Anthocleista djalonesis A. chev.
- Anthocleista exelliana Th. Monod
- Anthocleista grandiflora
- Anthocleista keniensis
- Anthocleista liebrechstiana
- Anthocleista madagascariensis
- Anthocleista nobilis
- Anthocleista procera
- Anthocleista rhizophoroides Baker
- Anthocleista scandens
- Anthocleista schweinfurthii
- Anthocleista vogelii
- Anthocleista zambesiaca